# 南化公司
中国石化集团南京化学工业有限公司（简称南化公司）成立于1982年，位于南京市六合区大厂街道，其前身为始建于1934年的永利化学工业公司铔厂，主要从事无机化工、有机化工和精细化工的加工生产和销售，拥有煤化工、苯化工和精细化工等生产装置28套，总产能310万吨。

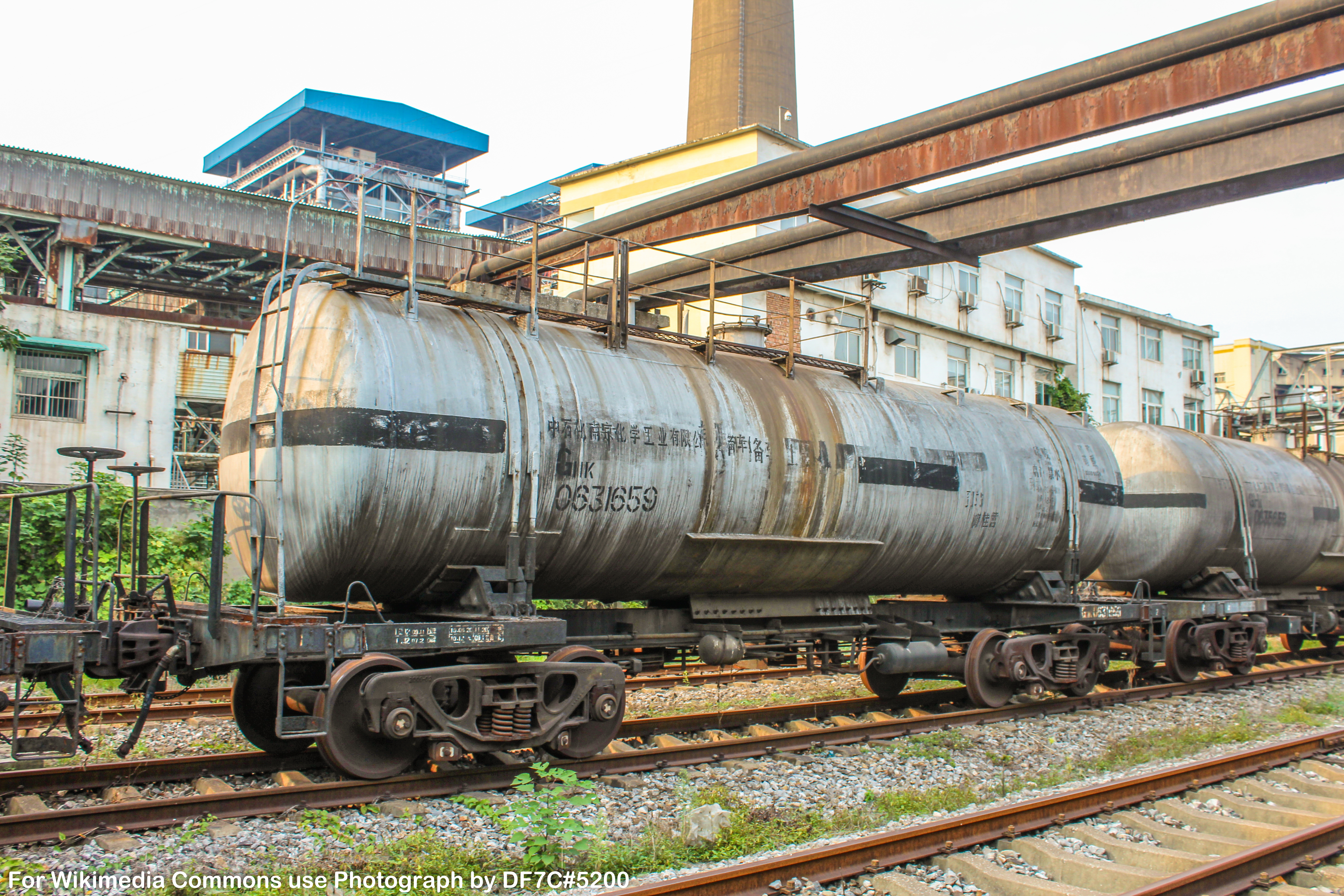
南化公司的罐车

## 历史

### 南化公司
- 1934年范旭东创办永利南京铔厂，侯德榜任厂长。该厂为中国首座合成氨工厂，同时还是当时亚洲最大的化工厂，被称为“远东第一大厂”
- 1937年2月5日，工厂生产出中国第一批硫酸铵产品、中国第一包化学肥料
- 1952年永利公司成立公私合营委员会，永利錏厂更名为公私合营永利宁厂
- 1957年永利宁厂合并当时尚未建成的南京磷肥厂及化工部的一部分建筑安装和设计单位，成立南京化学工业公司
- 1965年化工部将永利宁厂、磷肥厂、公用事业公司、直属404车间和水泥车间、医院合并成立南京化肥厂，南化公司撤销。
- 1973年南京化肥厂重组为南京化学工业公司
- 1990年9月南化公司与江苏连云港碱厂合并成立南京化学工业（集团）公司
- 1998年7月南化公司并入中国石化集团公司

### 南京化工厂
- 1947年，国民政府资源委员会中央化工厂筹备处京厂成立
- 1949年，京厂更名为南京化工厂
- 1999年6月，南京化工厂并入中国石化集团公司。

### 合并
- 2005年5月，南京化学工业有限公司与南京化工厂改革重组为现南京化学工业有限公司

## 产品
- 煤化工及盐化工产品：合成氨、氢气、硫酸、稀硝酸、浓硝酸、烧碱等
- 苯化工产品：苯胺、硝基苯、环己酮、氯化苯、硝基氯苯、环己胺等
- 橡胶助剂及精细化学品：防老剂TMQ、防老剂6PPD/4010NA、RT培司等
- 油田化学产品：表面活性剂
- 化工机械

## 合资公司
公司与帝斯曼建有合资公司福邦特东方，主要从事己内酰胺的生产与销售。